# Kalāteh-ye S̄om
Kalāteh-ye S̄om (persiska: کلاته ثم) är en ort i Iran.   Den ligger i provinsen Khorasan, i den nordöstra delen av landet, 700 km öster om huvudstaden Teheran. Kalāteh-ye S̄om ligger 1 545 meter över havet och antalet invånare är 245.
Terrängen runt Kalāteh-ye S̄om är huvudsakligen platt, men österut är den kuperad. Runt Kalāteh-ye S̄om är det ganska glesbefolkat, med 25 invånare per kvadratkilometer. Närmaste större samhälle är Sarhang, 12,2 km sydost om Kalāteh-ye S̄om. Trakten runt Kalāteh-ye S̄om består i huvudsak av gräsmarker.